# Telaranea meridiana
Telaranea meridiana là một loài rêu tản trong họ Lepidoziaceae. Loài này được (E.A. Hodgs.) E.A. Hodgs. miêu tả khoa học lần đầu tiên năm 1962.